# جيري ويسدم
جيري ويسدم (بالإنجليزية: Jerry Wisdom) هو عداء سريع باهاماسي، ولد في 28 أكتوبر 1947، وتوفي في 8 أغسطس 2009.

## وصلات خارجية
- جيري ويسدم على موقع أوليمبيديا (الإنجليزية)